# Георгий (Рембелос)
Митрополи́т Гео́ргий (греч. Μητροπολίτης Γεώργιος Ρέμπελος; род. 1963, Кастелла, Греция) — епископ Элладской православной церкви, митрополит Карпенисийский (с 2016).

## Биография
Родился в 1963 году в Кастелла, в Греции.
В 1985 году окончил Педагогическую академию в Ламие, а в 1993 году получил диплом богословского института Афинского университета.
С 1988 года преподавал в начальных школах в Халкиде, а в 1995 году подал в отставку с учительской должности.
7 сентября 1994 года митрополитом Фивским и Левадийским Иеронимом (Лиаписом) был рукоположен в сан диакона, а 8 сентября 1994 года — в сан пресвитера. Назначен священником в Схиматарион, одновременно обслуживая соседний приход, в котором не было священнослужителя.
В 2008 году, вместе с избранным на Афинскую кафедру архиепископом Иеронимом, переезжает в столичный регион, занимая посты в ряде синодальных отделах, являясь заведующим архивом Синода. В октябре 2014 года назначен вторым секретарём Священного синода.
10 марта 2016 года решением Священного синода иерархии Элладской православной церкви избран для рукоположения в сан митрополита Карпенисийского.
12 марта 2016 года в церкви Святого Дионисия Ареопагита в Афинах был хиротонисан в архиерейский сан.